# Jaskinie Addaura

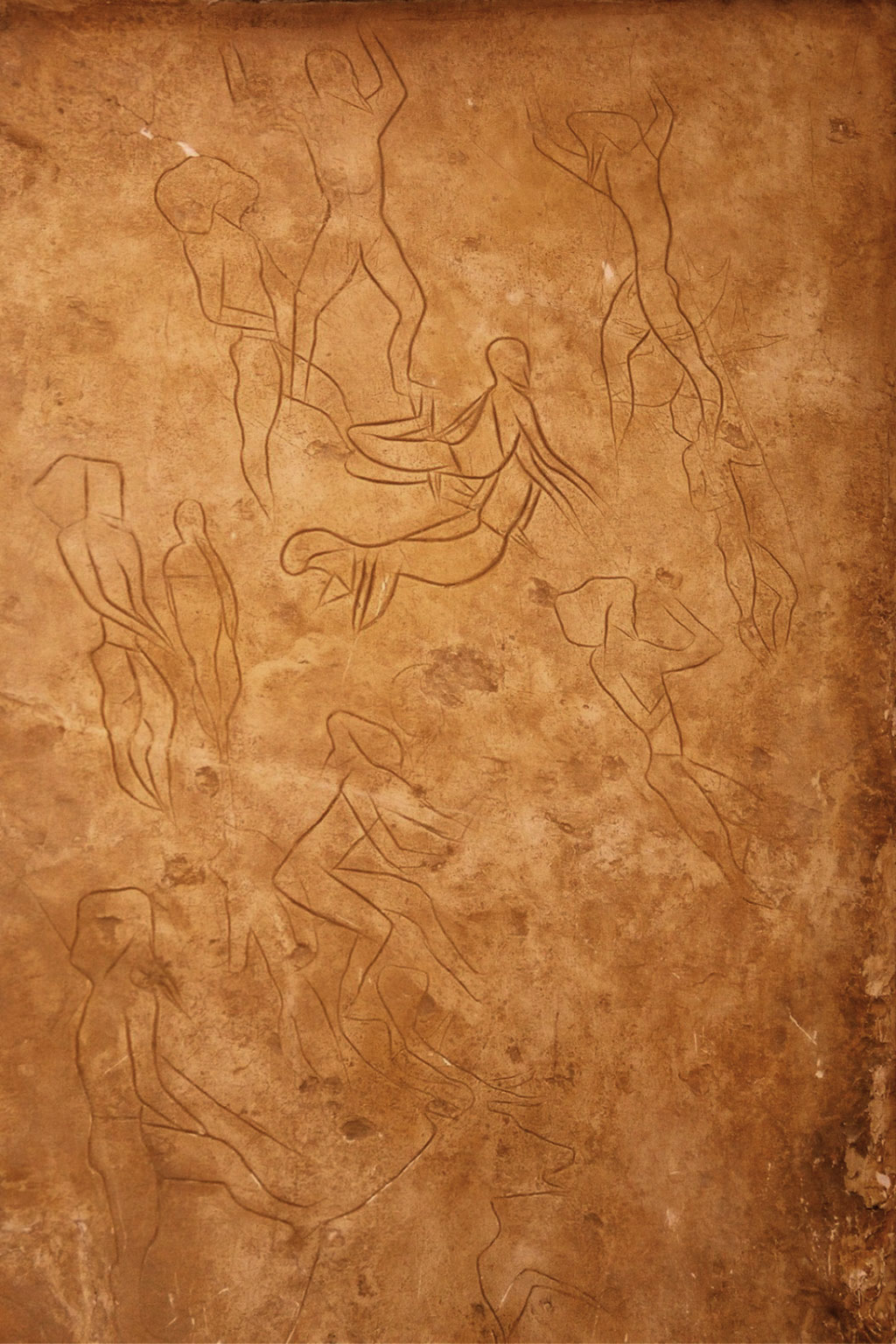
Kopia rytów z jaskini Addaura II. Museo Regionale Archeologico w Palermo.

Jaskinie Addaura – kompleks trzech jaskiń i stanowisko archeologiczne paleolitu na Sycylii we Włoszech. 
Jaskinie znajdują się na wzgórzu Mount Pellegrino nieopodal Palermo na Sycylii. W jednej z nich (Addaura II) znaleziono paleolityczny zespół rysunków wyrytych na skalnej ścianie jaskini. Oprócz przedstawień zwierząt jest tam wyobrażenie grupy ludzi w trakcie jakiejś ceremonii kultowej. W kolejnej jaskini stwierdzono osady z artefaktami górnopaleolitycznymi. 